# Rouached (kommun i Marocko)
Rouached (franska: Rouached (CR), Rouached (Commune Rurale), arabiska: عين بني مطهر (البلدية)) är en kommun i Marocko.   Den ligger i provinsen Khouribga och regionen Béni Mellal-Khénifra, i den nordöstra delen av landet, 130 km söder om huvudstaden Rabat. Antalet invånare är 4 720.